# Centro de Investigación en Ciencias Veterinarias y Agronómicas
El Centro de Investigación en Ciencias Veterinarias y Agronómicas (CICVyA) es una unidad funcional del Instituto Nacional de Tecnología Agropecuaria (INTA) de Argentina. Está dedicado a la investigación en sanidad y mejoramiento animal y vegetal.

## Unidades
Está compuesto por cinco institutos de investigación y una gerencia estratégica:
- Instituto de Biotecnología
- Instituto de Genética "Ewald A. Favret" (IGEAF)
- Instituto de Microbiología y Zoología Agrícola (IMyZA)
- Instituto de Patobiología
- Instituto de Virología

## Autoridades
- Directora: Ruth Amelia Heinz
- Consejeros: Viviana Echenique, Antonio Lagares y Eliana Nora Smitsaart